# AZS Koszalin
L'AZS Koszalin (ou AZS Gaz Ziemny Koszalin), est un club polonais de basket-ball basé dans la ville de Koszalin. Le club a disparu en 2019.

## Entraîneurs successifs
- 1995-1996 :  Andrzej Lisztwan

 Jerzy Olejniczak (2003-2004)
- 2003-2005 :  Jarosław Zyskowski
- 2005 :  Jacek Gembal
- 2005-2006 :  Piotr Baran
- 2006-2007 :  Arkadiusz Koniecki
- 2007-nov. 2008 :  Dariusz Szczubiał
- nov. 2008-2009 : / Jeff Nordgaard
- juin 2009-? :  Rade Mijanović
- 2009-2010 :  Mariusz Karol
- juin 2010-? : / Charles Barton
- 2010-2011 :  Mariusz Karol
- 2011-déc. 2011 :  Tomasz Herkt
- déc. 2011-mai 2012 :  Andrej Urlep
- juin 2012-janv. 2013 :  Teo Čizmić
- janv. 2013-nov. 2013 :  Zoran Sretenović
- nov. 2013-mars 2014 :  Gašper Okorn
- mars 2014-avr. 2015 :  Igor Miličić
- avr. 2015- :  Kōstas Flevarakīs
- 2015-2016 :  David Dedek
- 2016-2017 :  Piotr Ignatowicz
- mai 2017-nov. 2017 :  Dariusz Szczubiał
- nov. 2017- :  Dragan Nikolić